# Afroasiatiska språk

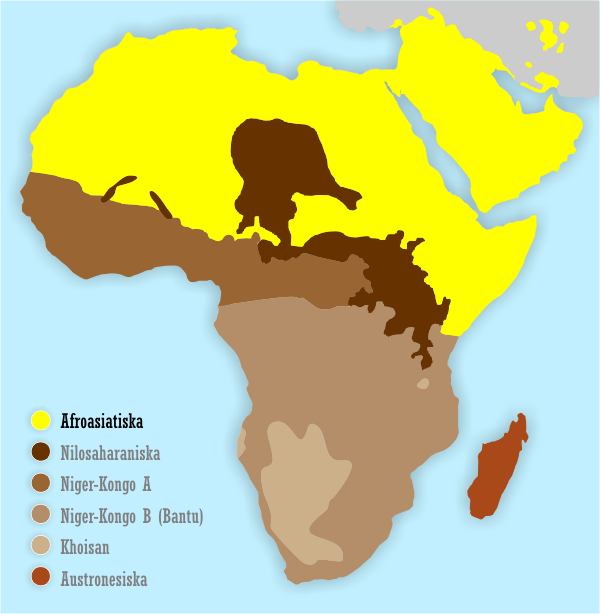
De afroasiatiska språkens utbredning (gult)

Afroasiatiska språk är en språkfamilj som främst hör hemma i sydvästra Asien och norra och östra Afrika. Enligt SIL Internationals beräkning omfattar familjen omkring 350 språk (inklusive utdöda). Totalt anses språken ha över 495 miljoner användare, och av dessa talar cirka 310 miljoner det största - arabiska. 
Ett äldre namn på språkfamiljen, numera övergivet, var hamitosemitiska språk.

## Indelning

Geografisk fördelning av nutida afroasiatiska språk

Familjen omfattar bland annat följande underfamiljer: 
| - Afroasiatiska språk - Semitiska språk - Östsemitiska språk - Akkadiska - Assyriska - Babyloniska - Eblaitiska - Västsemitiska - Centralsemitiska språk - Arabiska - Nordvästsemitiska språk - Ugaritiska - Kanaanitiska - Hebreiska - Feniciska - Moabitiska - Ammonitiska - Amarna - Arameiska - Sydsemitiska språk - Östliga sydsemitiska språk - Sokotri - Nysydarabiska - Mehri - Harsusi - Jibbali - Västlig sydsemitiska - Gammalsydarabiska - Etiopisk semitisk (etiosemitisk) - Nordetiopisk semitisk - Ge'ez - Tigre - Tigrinja - Dahalik - Sydetiopisk semitisk - Transversal sydetiopisk - Amharisk–argobba - Amhariska - Argobba - Harari–östgurage - Harari - Silt'e - Wolane - Zay - Yttre sydetiopisk - n-gruppen - Gafat - Kistane - tt-gruppen - Muher - Västgurage - Inor - Mesmes - Mesqan - Sebat Bet-gurage - Kushitiska språk - Oromo (galla) - Sidama - Somaliska - Afar - Berberspråk - Tashelhit - Taqbaylit (kabyliska) - Tamazight - Tarifit - Tashawit (shawiya) - Tamasheq (tuaregiska) - Egyptiska - Koptiska - Tchadspråk - Hausa |

Bejaspråket kan räknas som en separat gren, men detta är en kontroversiell underklassificering och det räknas ofta in bland de kushitiska språken.
Många betraktar ongota som omotiskt, men dess ställning inom familjen är kontroversiell, delvis på grund av brist på data. Harold Fleming har föreslagit att det behandlas som en separat gren av afroasiatiska språk.
De semitiska språken är den enda afroasiatiska underfamiljen som finns utanför Afrika. En del forskare tror att semitisktalande under eller strax före historisk tid flyttade från södra arabiska halvön till Etiopien och Eritrea, medan andra föreslår att den semitiska grenen kan ha haft sitt ursprung i Etiopien. 
Tonspråk förekommer bland de omotiska språken, tchadspråken och de södra och östra kushitiska språken, enligt Ehret (1996). Semitiska språk, berberspråk och egyptiska använder inte toner fonematiskt.

## Ursprungsområde
Det råder ingen enighet om var de som talade det ursprungliga afroasiatiska språket fanns, om det nu var ett ursprungligt språk. I så fall tros i allmänhet det ha varit i nordöstra Afrika. Vissa forskare (som exempelvis IgorDiakff och Lionel Bender) har föreslagit Etiopien, eftersom det landet innehåller större delen av den afroasiatiska språkfamiljens mångfald och har mycket olika grupper på nära geografiskt avstånd, vilket ofta anses vara ett tecken på språkligt geografiskt ursprung. Andra forskare (som till exempel Christopher Ehret) har föreslagit Röda havets västra kust och Sahara. En minoritet forskare, som Alexander Militarev, föreslår ett ursprungsområde i Levanten (han identifierar afroasiatiskan specifikt med den natufiska kulturen). De semitiska språken skulle då vara den enda grenen som kvarstår i området.

## Gemensamma drag och kognater
Bland gemensamma drag i afroasiatiska språk finns: 
- en två-genussystem i singular, där femininum markeras med /t/-ljud,
- VSO-typologi med SVO-tendenser,
- en uppsättning "emfatiska konsonanter", som omväxlande är realiserade som ejektiva (glottaliserade), faryngaliserade eller implosiva konsonanter, och
- att orden ofta böjs genom att stammen förändras på ett sätt som påminner om avljudsböjning i svenska (som i sitta - satt - suttit), i kombination med prefix och suffix.

Några kognater är :
- b-n- "bygga" (Ehret: *bĭn), belagt i tchadspråk, semitiska språk (*bny), kushitiska språk (*mĭn/*măn "hus") och omotiska (Dime bin- "bygga, skapa");
- m-t "dö" (Ehret: *maaw), belagt i tchadspråk (till exempel hausa mutu), egyptiska (mwt *muwt, mt, koptiska mu), berberspråk (mmet, pr. yemmut), semitiska (*mwt) och kushitiska (proto-somali *umaaw/*-am-w(t)- "dö").
- s-n "veta", belagt i tchadspråk, berberspråk och egyptiska;
- l-s "tunga" (Ehret: *lis'  "slicka"), belagt i semitiska (*lasaan/lisaan), egyptiska (ns *ls, koptiska las), berberspråk (ils), tchadspråk (till exempel hausa harshe) och möjligen omotiska (Dime lits'- "slicka");
- s-m "namn" (Ehret: *sŭm / *sĭm), belagt i semitiska (*sm), berberspråk (ism), tchadspråk (till exempel hausa suna), kushitiska och omotiska (även om vissa ser den berbiska formen, ism, och den omotiska formen, sunts, som semitiska lånord.) Det egyptiska smi "berätta, tillkännage" kan också vara besläktat.
- d-m "blod" (Ehret: *dîm / *dâm), belagt i berberspråk (idammen), semitiska (*dam), tchadspråk och kanske omotiska språk. Jämför kushitiska *dîm/*dâm, "röd".

I verbsystemet visar semitiska språk, berberspråk och kushitiska språk (inklusive beja) bevis på prefixkonjugation:
| Svenska     | Arabiska (semitiskt) | Kabyliska (berbiskt) | Saho (kushitiska; verbet är "döda") | Beja (verbet är "anlända") |
| han dör     | yamuutu              | yemmut               | yagdifé                             | iktim                      |
| hon dör     | tamuutu              | temmut               | yagdifé                             | tiktim                     |
| de (m.) dör | yamuutuuna           | mmuten               | yagdifín                            | iktimna                    |
| du (m.) dör | tamuutu              | temmuteḍ             | tagdifé                             | tiktima                    |
| ni (m.) dör | tamuutuuna           | temmutem             | tagdifín                            | tiktimna                   |
| jag dör     | ˀamuutu              | mmuteγ               | agdifé                              | aktim                      |
| vi dör      | namuutu              | nemmut               | nagdifé                             | niktim                     |

Alla afroasiatiska underfamiljer visar tecken på ett kausativaffix s, men ett liknande suffix förekommer också i andra språkgrupper, som Niger-Kongospråk.
Semitiska, berbiska, kushitiska (inklusive beja) och tchadspråk har possessivpronomensuffix.

## Klassifikationshistoria
Medeltida lärda förde ibland samman två eller fler grenar av afroasiatiska språk. Så tidigt som på 800-talet uppfattade den judiske grammatikern Judah ibn Quraysh från Tiaret i Algeriet ett förhållande mellan berberspråk och semitiska språk (den senare gruppen var känd för honom genom arabiska, hebreiska och arameiska).
Under loppet av 1800-talet började också européer föreslå sådana förhållanden. 1844 föreslog Theodor Benfey en språkfamilj som bestod av semitiska, berberspråk och kushitiska språk (de senare kallade han "etiopiska"). Samma år föreslog T. N. Newman släktskap mellan semitiska och hausa, men detta skulle förbli ett omtvistat ämne under lång tid. Friedrich Müller namngav den traditionella "hamitosemitiska" familjen 1876 i sin Grundriss der Sprachwissenschaft, och definierade det som bestående av en semitisk grupp plus en "hamitisk" grupp som innehöll egyptiska, berberspråk och kushitiska språk; han uteslöt tchadspråken. Dessa klassificeringar vilade delvis på icke-lingvistiska antropologiska och rasmässiga argument. 
Leo Reinisch (1909) föreslog en förbindelse mellan kushitiska språk och tchadspråk, samt en mer avlägsen släktskap med egyptiska och semitiska. Han förebådade därmed Joseph Greenbergs senare arbete, men hans förslag fick svagt genomslag. Marcel Cohen (1924) förkastade idén om en distinkt "hamitisk" undergrupp, och inkluderade hausa (ett tchadspråk) i sin jämförande hamitosemitiska ordbok. Joseph Greenberg (1950) instämde i Cohens förkastande av "hamitiska", tillade och underklassificerade tchadspråken, samt föreslog det nya namnet afroasiatisk för hela familjen. Nästan alla forskare godtog hans klassifikation. 1969 föreslog Harold Fleming att omotiska skulle erkännas som en femte gren, snarare än (som tidigare ansetts) en undergrupp av kushitiska språk, och detta blev allmänt accepterat. Flera forskare, däribland Harold Fleming och Robert Hetzron, har senare ifrågasatt det traditionella inordnandet av beja bland de kushitiska språken, men denna syn har ännu inte vunnit allmän acceptans. 
Inte mycket enighet finns om underklassificeringen av de fem eller sex grenarna som nämnts. Christopher Ehret (1979), Harold Fleming (1981) och Joseph Greenberg (1981) är dock alla överens om att den omotiska grenen var den första som avknoppades från resten. I övrigt: 
- Ehret grupperar egyptiska, berberspråk och semitiska tillsammans i en nordafroasiatisk undergrupp,
- Paul Newman (1980) grupperar berberspråken med tchadspråken och egyptiskan med de semitiska språken, samt ifrågasätter inordnandet av omotiska,
- Fleming (1981) indelade icke-omotiska afroasiatiska språk, eller "erytreiska", i tre grupper, kushitiska, semitiska och tchad-berber-egyptiska. Sedan lade han till semitiska och beja till den senare, och föreslog ongota som en ny tredje gren av erytreiska,
- Lionel Bender (1997) förespråkar en "makro-kushitisk" grupp bestående av berberspråk, kushitiska språk och semitiska språk, och betraktar tchadspråk och omotiska som de mest avlägsna grenarna,
- Vladimir Orel och Olga Stolbova (1995) grupperar berberspråken med de semitiska språken, grupperar tchadspråken med egyptiskan och delar in kushitiska språk i fem eller fler oberoende grenar av afroasiatiska språk, i det att de ser kushitiska som ett språkförbund snarare än en giltig familj,
- Alexander Militarev (2000) grupperar, baserat på lexikostatistik, berberspråk med tchadspråk och båda, mer avlägset, med semitiska språk, som motsatt kushitiska och omotiska.

## Etymologisk bibliografi
Några av de viktigaste källorna för afroasiatiska etymologier är:
- Marcel Cohen, Essai comparatif sur la vocabulaire et la phonétique du chamito-sémitique, Champion, Paris 1947.
- Igor M. Diakonoff et al., "Historical-Comparative Vocabulary of Afrasian", St. Petersburg Journal of African Studies Nos. 2-6, 1993-7.
- Christopher Ehret. Reconstructing Proto-Afroasiatic (Proto-Afrasian): Vowels, Tone, Consonants, and Vocabulary (University of California Publications in Linguistics 126), California, Berkeley 1996.
- Vladimir E. Orel and Olga V. Stolbova, Hamito-Semitic Etymological Dictionary: Materials for a Reconstruction, Brill, Leiden 1995. ISBN 90-04-10051-2. [död länk]